# Cantón de Béjar
El cantón de Béjar fue un cantón proclamado en la localidad de Béjar (provincia de Salamanca) el 23 de julio de 1873 durante la Primera República Española. Formó parte de la rebelión cantonal iniciada por el «Cantón Murciano» proclamado en Cartagena once días antes. Fue uno de los tres cantones que se proclamaron en Castilla y en León (junto con el cantón de Salamanca y el  cantón de Ávila). Tuvo una duración efímera ya que disolvió al día siguiente, 24 de julio.

## Historia
Béjar era un importante centro textil. El 23 de julio, según publicó el periódico neocatólico El Pensamiento Español, «parte de los voluntarios y algunos vecinos de Béjar se insurreccionaron y dieron muerte en su propio taller a un obrero de la población. Otra parte se puso al lado de la autoridad para sostener el orden, y dio muerte á otro vecino y prendió a varios, entre ellos los empleados de correos que formaban en las filas de los insurrectos. Estos se hallaban a las órdenes de cuatro concejales y el diputado Aniano Gómez».
Al día siguiente, según el periódico conservador La Época, el alcalde de Béjar informó que Aniano Gómez y el comité que había formado habían desistido «para evitar efusión de sangre». Aunque «pocos momentos después unos cuantos revoltosos se reunieron en la plaza propalando insultos y amenazas, disparando á poco un pistoletazo, resultando dos heridos», la calma se restableció. El cantón de Béjar solo había durado un día.